# Gerhard Marcks
Gerhard Marcks (Berlijn, 18 februari 1889 – Burgbrohl, 13 november 1981) was een Duitse beeldhouwer.

## Leven en werk
Vanaf 1908 werkte Marcks samen met de beeldhouwer Richard Scheibe in een werkgemeenschap. In 1912 werd hij voor militaire dienst opgeroepen. Na 1918 gaf hij les aan de Staatlichen Kunstgewerbeschule in Berlijn.
In 1919 volgde evenwel zijn benoeming aan het Bauhaus in Weimar. Marcks behoorde met Lyonel Feininger en Johannes Itten tot de eerste drie professoren (of eigenlijk Formmeister), die door Walter Gropius waren aangesteld om afdelingen te leiden. Vanaf 1920 gaf hij leiding aan de afdeling pottenbakken in het nabijgelegen Dornburg/Saale. Bauhaus verhuisde in 1925 naar Dessau, maar Marcks ging niet mee.
Op 15 september 1925 werd hij tot docent beeldhouwen aangesteld aan de Burg Giebichenstein Hochschule für Kunst und Design in Halle. Hij ondernam er studiereizen naar Parijs, Italië (Villa Massimo) en Griekenland. In 1928 kreeg hij de Villa-Romana-Preis voor een verblijf in Florence.
In 1933 werd hij ontslagen en ging naar Niehagen (thans behorende tot Ahrenshoop) in Mecklenburg, maar vanaf 1936 werkte hij weer in Berlijn. In 1937 volgde de inbeslagname van al zijn werk door de Nazi's, die hem een tentoonstellingsverbod oplegden, aangezien zijn werk werd gezien als Entartete Kunst.
In 1945 werd hij benoemd aan de Hochschule für bildende Künste in Hamburg, maar na 1950 vestigde hij zich als vrijscheppend kunstenaar in Keulen. Sinds 1955 was hij lid van de Akademie der Künste in Berlijn.
Na de Tweede Wereldoorlog was hij deelnemer aan de Biënnale van Venetië en de documenta I (1955), documenta II (1959) en documenta III (1964) in Kassel.
In 1954 ontving hij de Große Kunstpreis des Landes Nordrhein-Westfalen en in 1955 de Kunstpreis der Stadt Berlin.
In 1971 werd in Bremen de Gerhard-Marcks-Stiftung opgericht. De collectie van dit museum omvat 450 beelden, 1200 houtsneden en litho's en zo'n 13000 tekeningen.

## Sculpturen in de openbare ruimte
- 1931: Stehender Jüngling. Arme über dem Kopf verschränkt, Bietigheim-Bissingen
- 1936: Zwei Freunde, Beeldenpark van de Kunsthalle Mannheim, Mannheim
- 1941/1950: Maja en Freya, in het beeldenpark Franklin D. Murphy Sculpture Garden van de UCLA in Los Angeles
- 1949: Die Trauernde, Keulen
- 1951: Charons Nachen, Hamburg
- 1952: Fahrt über den Styx (Mahnmal für die Opfer des Feuersturms), Friedhof Ohlsdorf in Hamburg
- 1953: Großer Adam, Beelden in het Grugapark Essen in Essen
- 1956: Albertus Magnus, Universiteit van Keulen
- 1957: Auferstehender Christus in de Stauffenberg-Gedächtniskapelle in Albstadt-Lautlingen
- 1957: Hiob, Sint Klara Kirche in Neurenberg
- 1961: Wiehernden Hengst, beeldenroute Gießener Kunstweg in Gießen en in Nienburg/Weser
- 1962: Der fröhliche Hengst, Theaterplatz in Aken
- 1965/2005: Gaea, Keulen
- Krieg und Frieden, Festplatz in Bleicherode
- Heiligen Georg, voor de Hl. Dreieinigkeitskirche in Hamburg-St. Georg
- Freya, Museumsgarten der Sparkasse, Duisburg
- Gemeinschaft der Heiligen aan de westelijke gevel van de Lübecker Katharinenkirche, Museumskirche des Museums für Kunst und Kulturgeschichte in Lübeck
- Bremer Stadtmusikanten in Bremen
- Der Rufer Straße des 17. Juni Berlijn
- Der Rufer Bremen en Perth (Australië)
- Friedensengel in Mannheim

## Fotogalerij

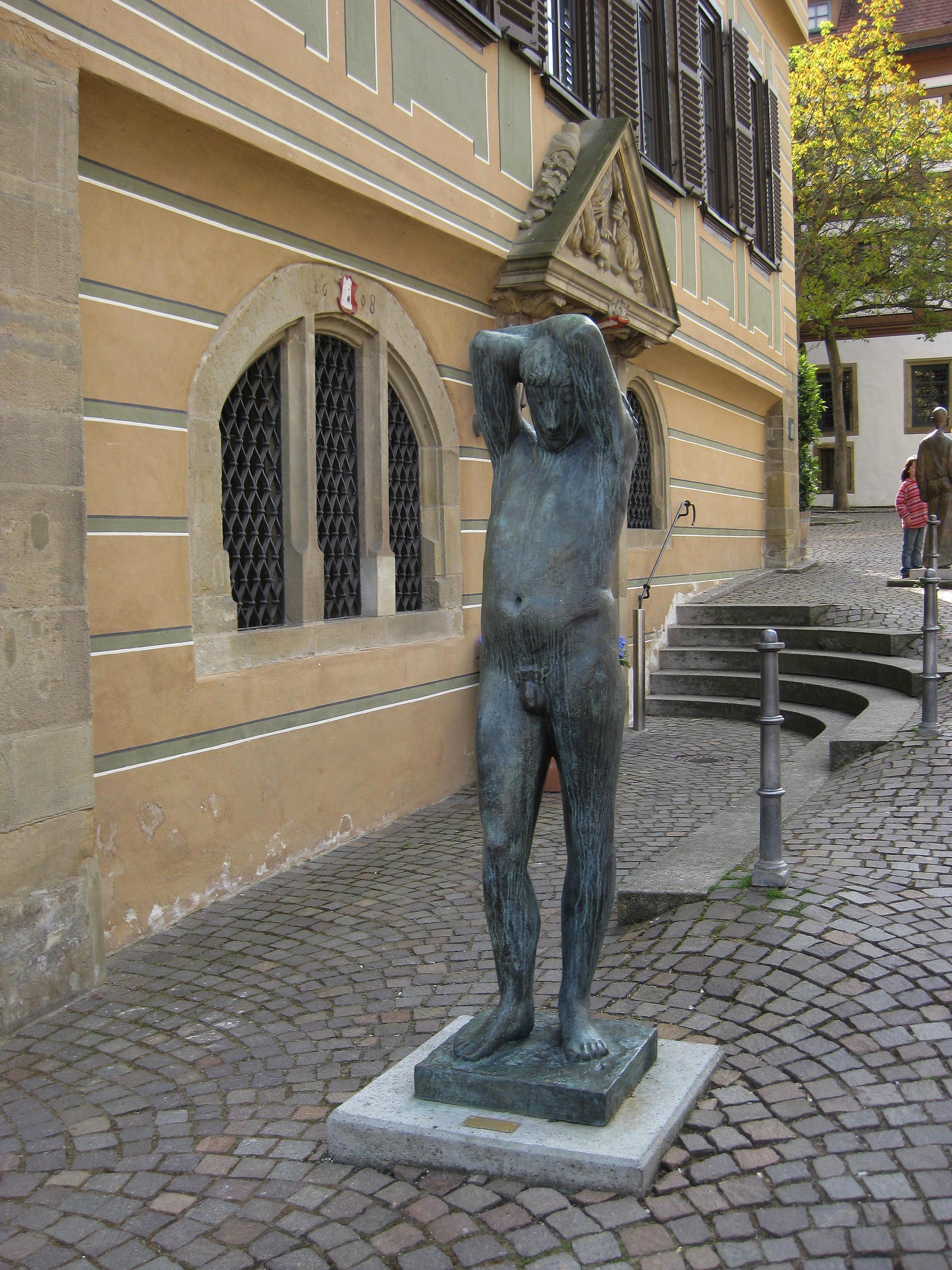
Stehender Jüngling (1931), Bietigheim-Bissingen
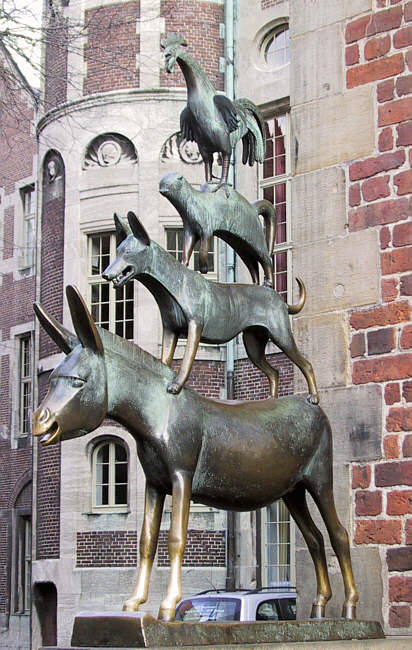
Die Bremer Stadtmusikanten (1953)
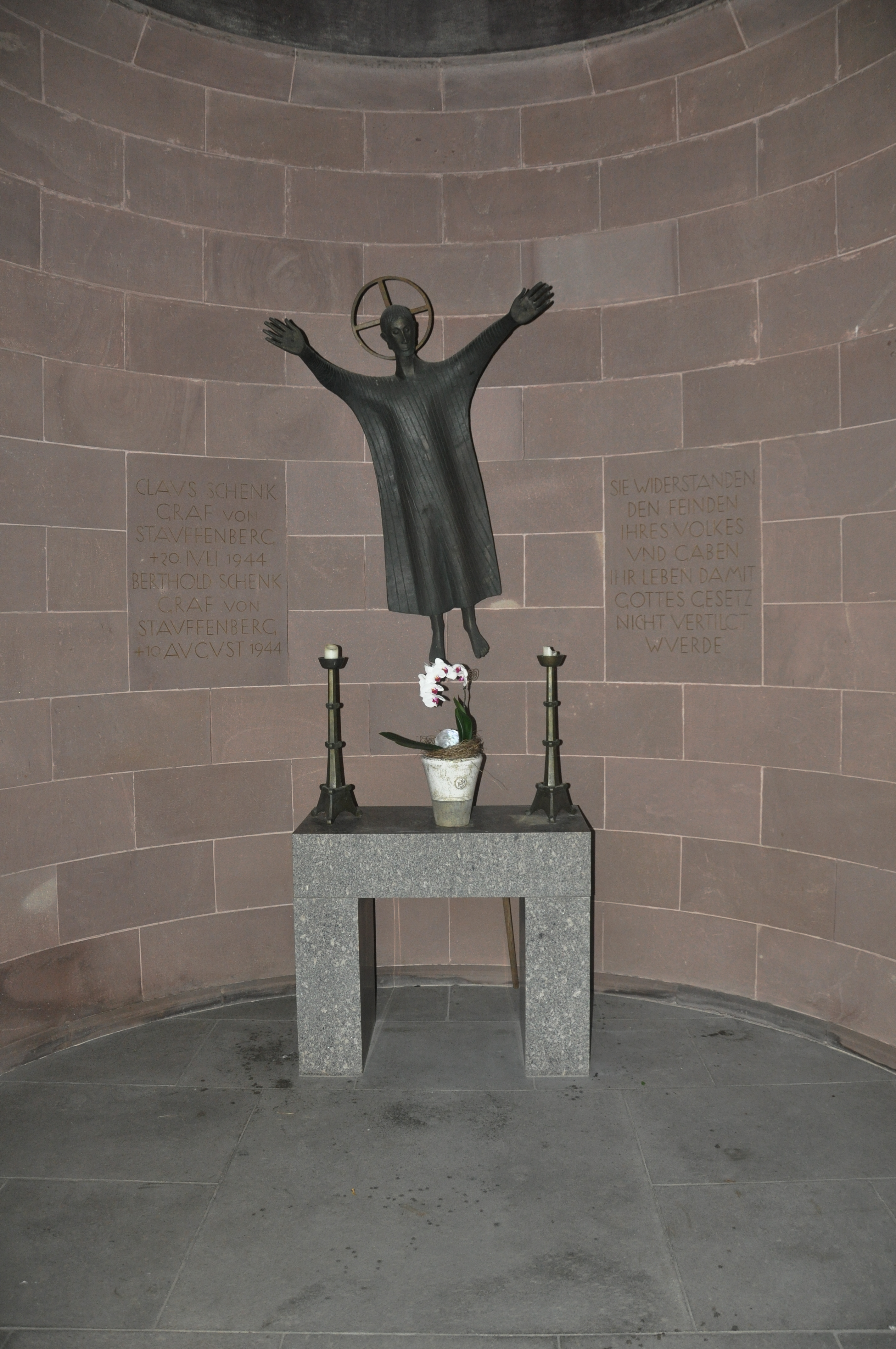
Auferstehende Christus (1957), Stauffenberg-Gedächtniskirche
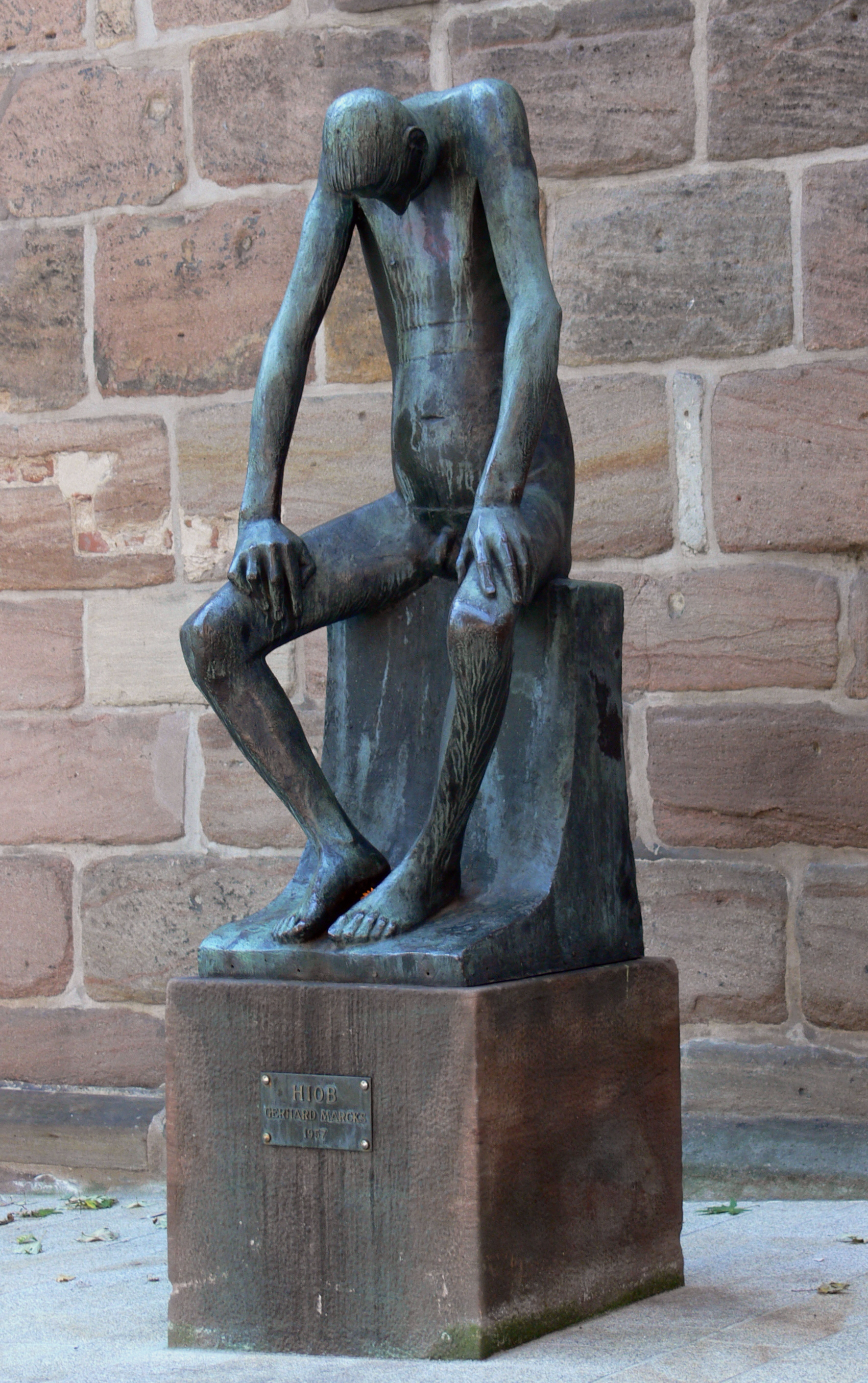
Hiob (1957) Sint Klara Kirche, Neurenberg
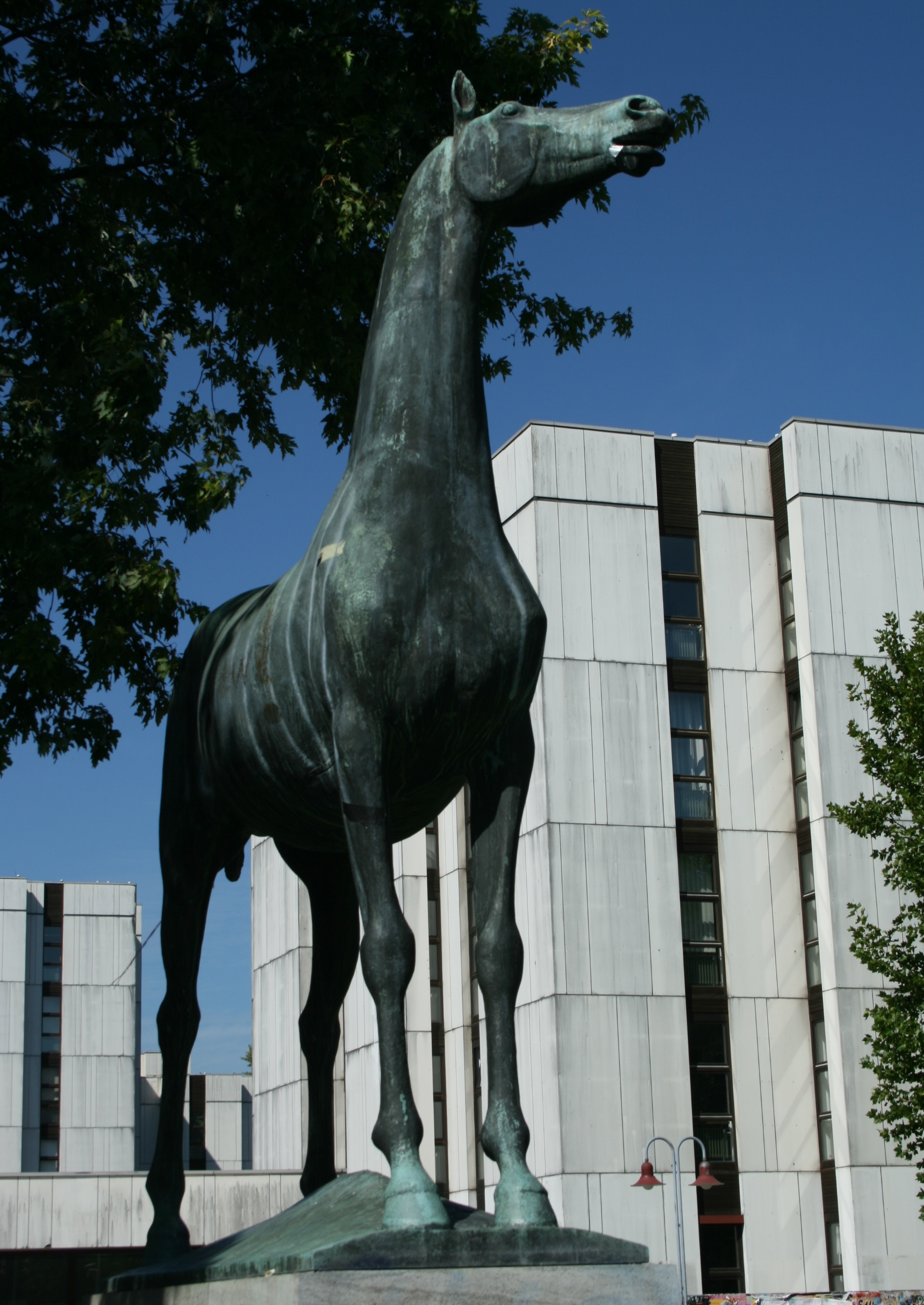
Wiehernder Hengst (1961), Gießen
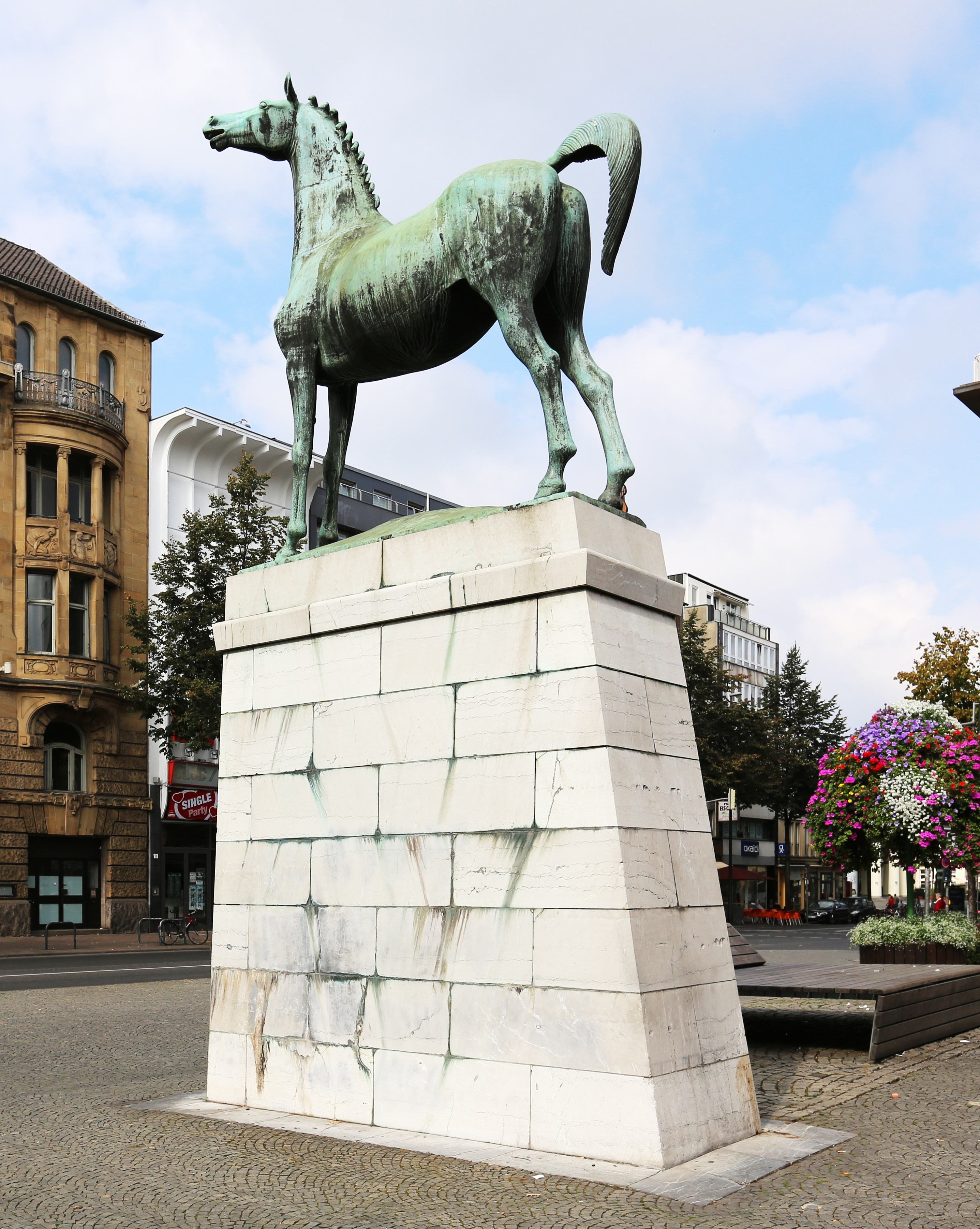
Der fröhliche Hengst (1962), Aken
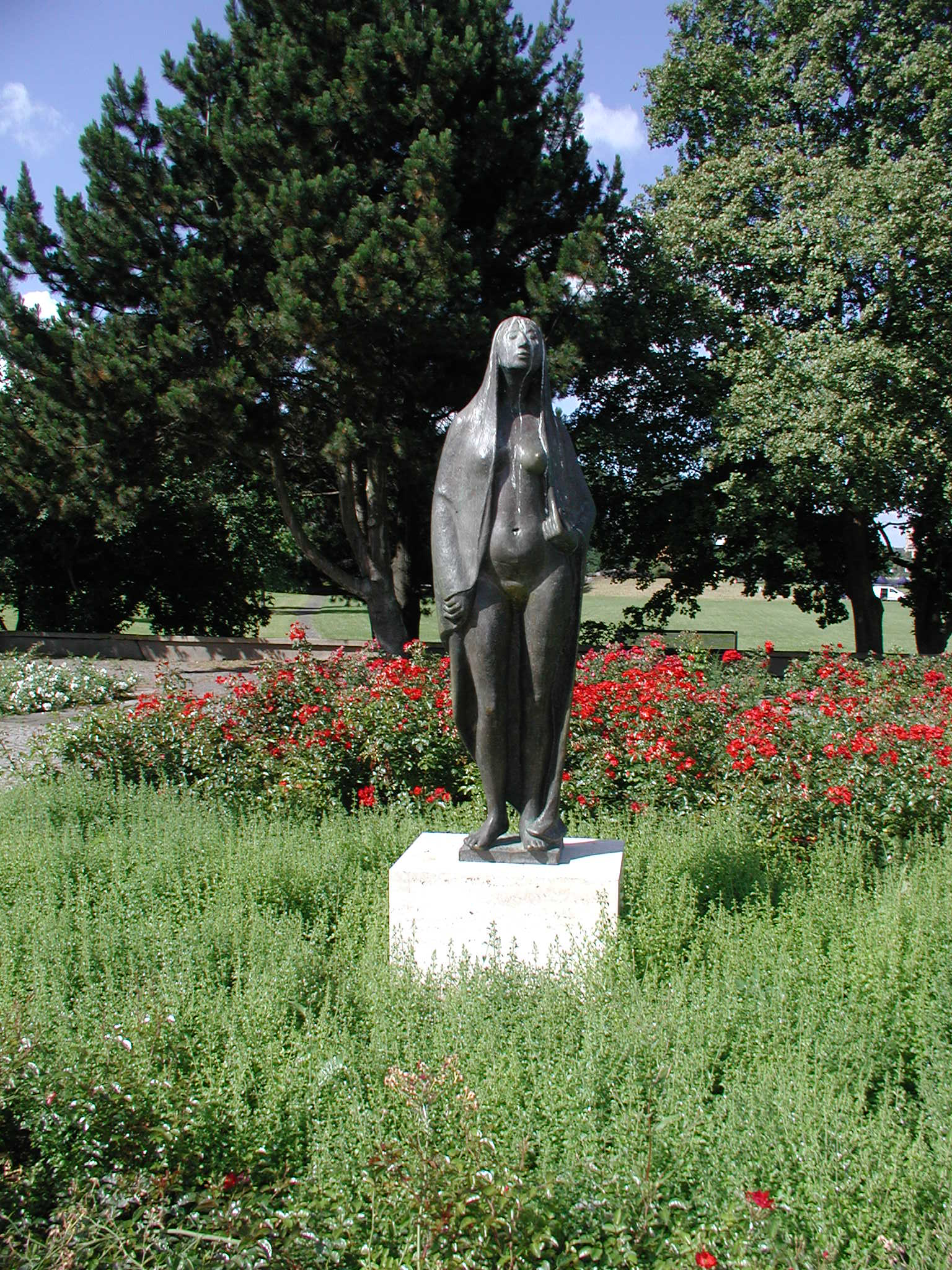
Gaea (1965), Keulen
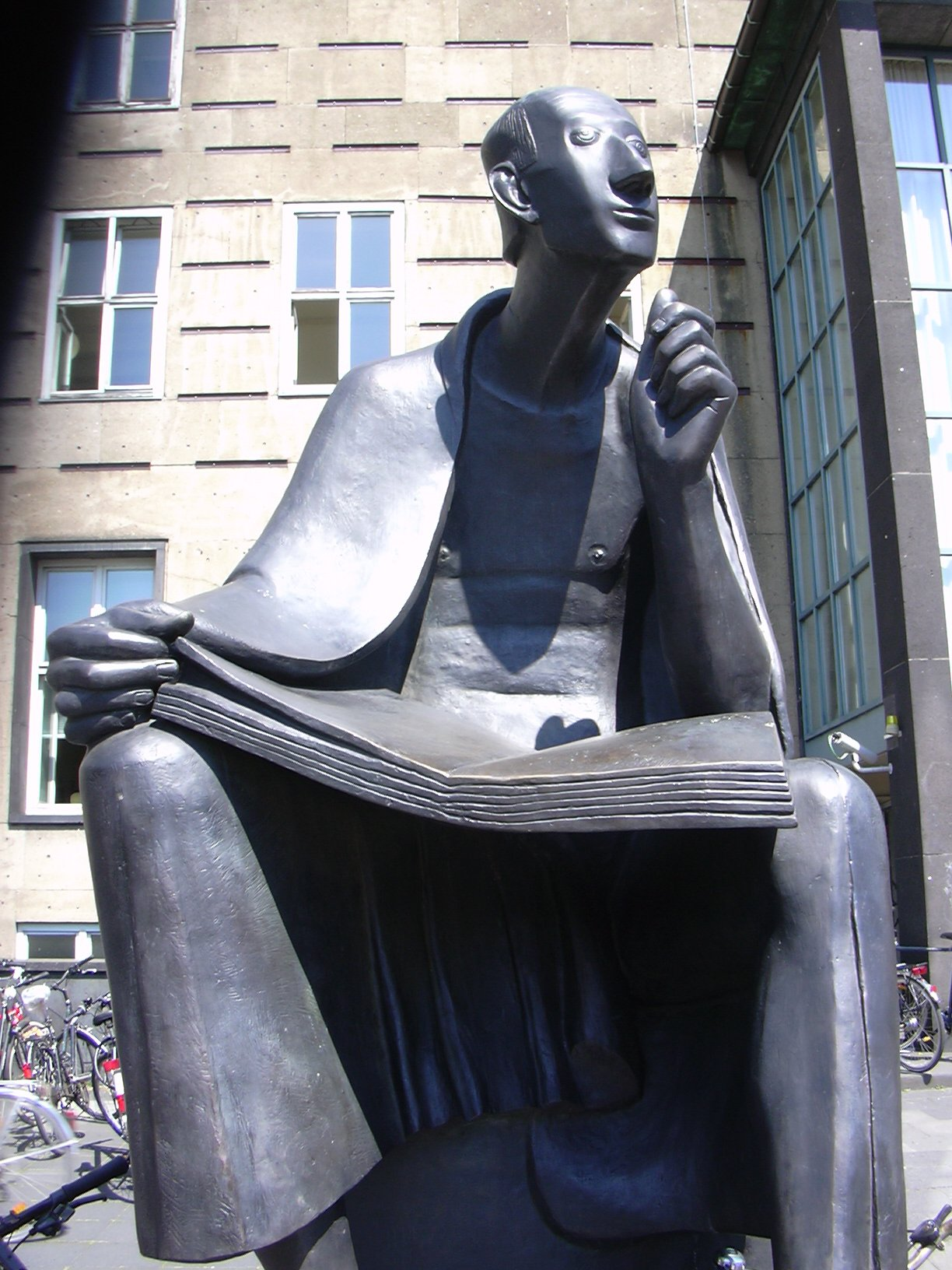
Albertus Magnus Monument (1956), Keulen
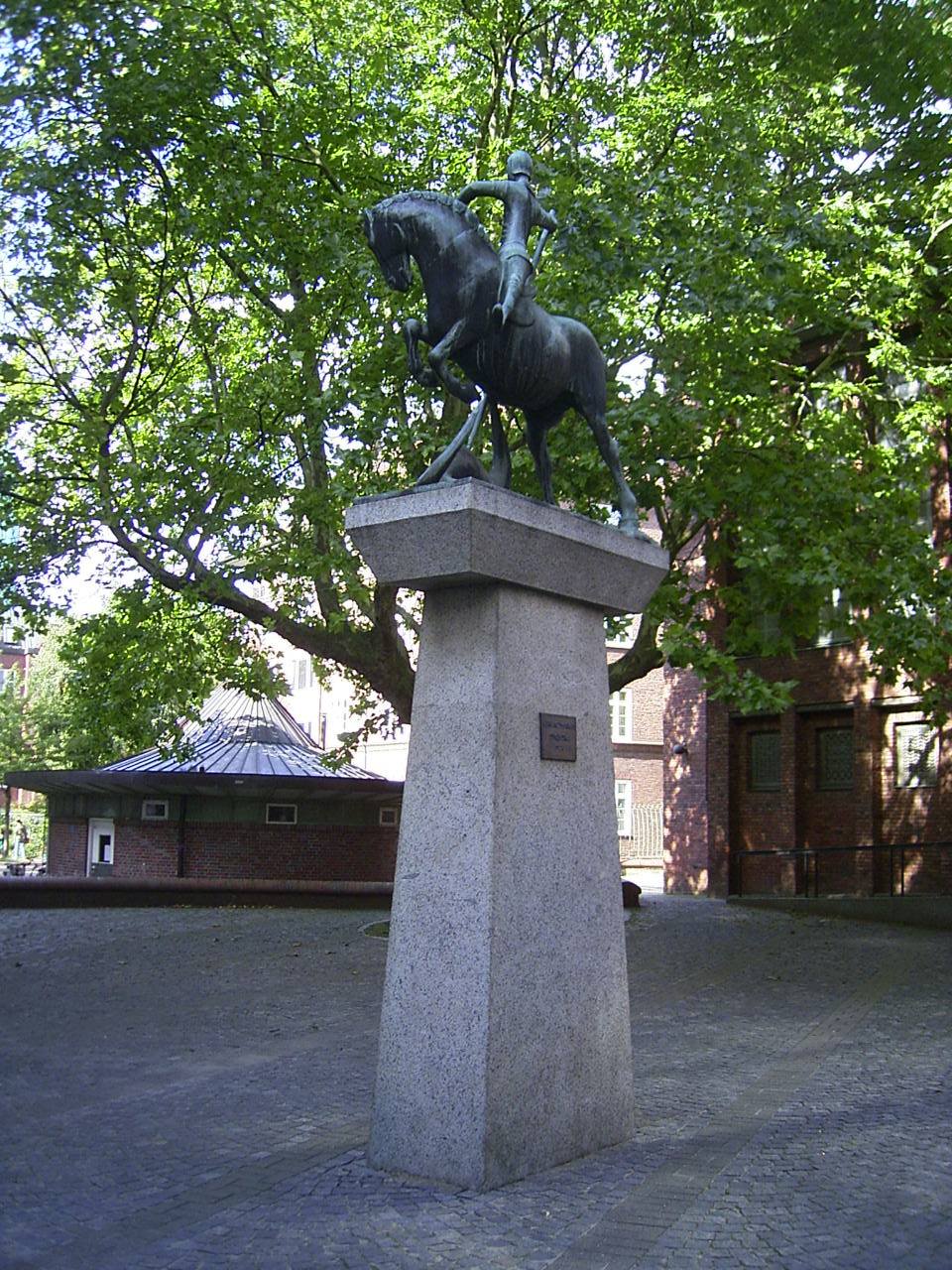
Heiliger Georg, Hamburg